# دیدی انجامش بده
دیدی انجامش بده
انگلیسی: Diddy Do It، یک مستند تلویزیونی مینی سریال در حال ساخت به کارگردانی الکس استپلتون در مورد اتهام‌های سوء رفتار جنسی شان کمبز است که در آینده از نتفلیکس منتشر خواهد شد.
خواننده رپ فیفتی سنت در ۷ دسامبر ۲۰۲۳ اعلام کرد که در حال ساخت یک سریال مستند شان کمبز است و اظهار داشت که درآمد حاصل از این پروژه به قربانیان تجاوز جنسی و تجاوز جنسی تعلق خواهد گرفت.